# Circle Map
Circle Map es una obra musical para orquesta sinfónica y electrónica de la compositora finlandesa Kaija Saariaho. La obra fue encargada conjuntamente por la Orquesta Real del Concertgebouw, la Orquesta Sinfónica de Boston, la Orquesta Sinfónica de Gotemburgo, la Orquesta Nacional de Francia, la Orquesta Nacional Real de Escocia y la Orquesta Sinfónica de Stavanger. Fue interpretada por primera vez en el Festival de Holanda en Gashouder, Ámsterdam, el 22 de junio de 2012, por la Orquesta Real del Concertgebouw bajo la dirección de Susanna Mälkki. 

## Composición
Circle Map tiene una duración de 26 minutos y está estructurada en seis movimientos:
1. Morning Wind
2. Walls closing
3. Circles
4. Days are Sieves
5. Dialogue
6. Day and Night, Music

El elemento sonoro electrónico de la obra proviene de una grabación de Arshia Cont leyendo los escritos del poeta y teólogo Rumi del siglo XIII. Los seis movimientos de la pieza llevan el título de los poemas de Rumi, traducidos al inglés por John Moyne y Coleman Barks del libro Unseen Rain: Quatrains of Rumi.

### Instrumentación
La obra está escrita para una gran orquesta compuesta por dos flautas (doblando flautín y flauta alto), dos oboes, tres clarinetes (doblando clarinete bajo), dos fagotes (doblando contrafagot), cuatro trompas, dos trompetas, tres trombones, tuba, timbales, cuatro percusionistas, piano, arpa, celesta, cuerdas y electrónica.

## Recepción
Jeremy Eichler de The Boston Globe, realizó una reseña del estreno en Estados Unidos, realizado en Boston, bajo la dirección de Juanjo Mena y la Orquesta Sinfónica de Boston. Eichler consideró Circle Map como "exquisitamente dibujada" y escribió:

Saariaho's works can occasionally bog down beneath the weight of their own abstraction, but in Circle Map, the straightforward (if mystical) poetic texts unlock the piece and make it one of her most accessible orchestral scores. The first movement titled "Morning Wind" is carried on wisps of woodwind melody; "Circles" overlays brass riffs and myriad small repeating gestures. The final movement, the most striking in its gentle lambent light, imagines what Rumi meant by a "quiet, bright reedsong."
Las obras de Saariaho ocasionalmente pueden estancarse bajo el peso de su propia abstracción, pero en Circle Map, los textos poéticos sencillos (aunque místicos) desbloquean la pieza y la convierten en una de sus partituras orquestales más accesibles. El primer movimiento, titulado "Morning Wind", se ejecuta con volutas de melodía de instrumentos de viento; "Circles" superpone riffs de metales y una miríada de pequeños gestos repetitivos. El movimiento final, el más sorprendente por su suave luz intermitente, imagina lo que Rumi quiso decir con un "canto de caña tranquilo y brillante".
Jeremy Eichler

La composición también fue elogiada por David Wright de The Classical Review, quien la calificó como "una obra rica y de múltiples capas", y escribió: "Todo el esfuerzo y los gastos involucrados en montar una obra así dieron sus frutos generosamente en la interpretación, que tejió un tono profundamente evocador." "Un mundo sonoro en torno a versos del poeta Rumi del siglo XIII, hablados en la pista electrónica en el persa original."

## Grabaciones
- Kaija Saariaho, Peter Herresthal, Oslo Philharmonic, Clément Mao-Takacs. BIS, 2019[5]